# Vickers Vernon

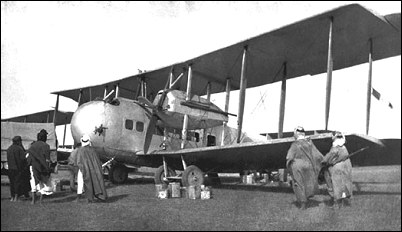

Vickers Vernon là một loại máy bay chở hàng hai tầng cánh của Anh, do hãng Vickers chế tạo cho Không quân Hoàng gia.

## Biến thể
Vernon Mk I
Vernon Mk II
Vernon Mk III

## Quốc gia sử dụng
Anh Quốc
- Không quân Hoàng gia

## Tính năng kỹ chiến thuật (Vernon)
Dữ liệu lấy từ Aircraft of the Royal Air Force
Đặc điểm tổng quát
- Kíp lái: 3
- Sức chứa: 11 hành khách
- Chiều dài: 42 ft 8 in (13,01 m)
- Sải cánh: 68 ft 1 in (20,76 m)
- Chiều cao: 13 ft 3 in (4,04 m)
- Diện tích cánh: 1.330 ft² (124 m²)
- Trọng lượng rỗng: 7.981 lb (3.628 kg)
- Trọng lượng có tải: 12.554 lb (5.706 kg)
- Động cơ: 2 × Napier Lion, 450 hp (336 kW)  mỗi chiếc

 Hiệu suất bay 
- Vận tốc cực đại: 87 kn (100 mph, 161 km/h)
- Vận tốc hành trình: 65 knot (75 mph, 121 km/h)
- Tầm bay: 278 nmi (320 mi,[2] 515 km)
- Trần bay: 11.700 ft[2] (3.600 m)
- Tải trên cánh: 9,44 lb/ft² (46 kg/m²)
- Công suất/trọng lượng: 0,0717 hp/lb (0,118 kW/kg)